# Mario Strikers (série de jeux vidéo)
Mario Strikers est une série de jeux vidéo de football développée par Next Level Games et éditée par Nintendo. Elle a démarré en 2005 sur GameCube avec le titre Mario Smash Football. Elle met en action les personnages de la franchise Mario dans des matchs d'arcade de football. Le dernier opus, Mario Strikers: Battle League Football, est sorti en 2022 sur Nintendo Switch.

## Historique
| 2005 | Mario Smash Football                   |
| 2006 |                                        |
| 2007 | Mario Strikers Charged Football        |
| 2008 |                                        |
| 2009 |                                        |
| 2010 |                                        |
| 2011 |                                        |
| 2012 |                                        |
| 2013 |                                        |
| 2014 |                                        |
| 2015 |                                        |
| 2016 |                                        |
| 2017 |                                        |
| 2018 |                                        |
| 2019 |                                        |
| 2020 |                                        |
| 2021 |                                        |
| 2022 | Mario Strikers: Battle League Football |

La série comporte trois titres qui sont sortis sur les consoles de salons de Nintendo ainsi que sur sa console hybride salon/portable après un trou de sortie de quinze ans.
- Mario Smash Football - 2005 (GameCube)
- Mario Strikers Charged Football - 2007 (Wii)
- Mario Strikers: Battle League Football - 2022 (Nintendo Switch)

## Personnages
La série Mario Strikers dispose de nombreux personnages jouables aux caractéristiques variées, aussi bien en tant que capitaines d'équipe que de coéquipiers.
En ce qui concerne les gardiens de but, Kritter assure ce rôle dans les deux premiers opus, remplacé par Boum Boum dans le dernier. Ils sont contrôlés par l'ordinateur.
| Personnage    | Mario Smash Football | Mario Strikers Charged Football | Mario Strikers: Battle League Football |
| ------------- | -------------------- | ------------------------------- | -------------------------------------- |
| Mario         | Oui                  | Oui                             | Oui                                    |
| Luigi         | Oui                  | Oui                             | Oui                                    |
| Peach         | Oui                  | Oui                             | Oui                                    |
| Yoshi         | Oui                  | Oui                             | Oui                                    |
| Wario         | Oui                  | Oui                             | Oui                                    |
| Waluigi       | Oui                  | Oui                             | Oui                                    |
| Donkey Kong   | Oui                  | Oui                             | Oui                                    |
| Toad          | [ Note 1 ]           | [ Note 1 ]                      | Oui                                    |
| Daisy         | Oui                  | Oui                             | [ Note 2 ]                             |
| Birdo         | [ Note 1 ]           | [ Note 1 ]                      | [ Note 2 ]                             |
| Koopa         | [ Note 1 ]           | [ Note 1 ]                      | Non                                    |
| Frère Marto   | [ Note 1 ]           | [ Note 1 ]                      | Non                                    |
| Oméga         | Oui                  | Non                             | Non                                    |
| Bowser        | Non                  | Oui                             | Oui                                    |
| Diddy Kong    | Non                  | Oui                             | [ Note 2 ]                             |
| Bowser Jr.    | Non                  | Oui                             | [ Note 2 ]                             |
| Flora Piranha | Non                  | Oui                             | Non                                    |
| Harmonie      | Non                  | Non                             | Oui                                    |
| Maskass       | Non                  | [ Note 1 ]                      | [ Note 2 ]                             |
| Boo           | Non                  | [ Note 1 ]                      | Non                                    |
| Skelerex      | Non                  | [ Note 1 ]                      | Non                                    |
| Topi Taupe    | Non                  | [ Note 1 ]                      | Non                                    |
| Pauline       | Non                  | Non                             | [ Note 2 ]                             |
| Total         | 13                   | 20                              | 16                                     |